# Gravure sur bois de Flammarion
La gravure sur bois de Flammarion est une œuvre anonyme, ainsi nommée car on retrouve pour la première fois sa trace dans le livre de Camille Flammarion publié en 1888, L'Atmosphère : Météorologie populaire, au chapitre « La forme du ciel ». Elle est également appelée gravure au pélerin en référence au personnage représenté.

## Description
Cette gravure sur bois représente un paysage, un ciel hémisphérique où s'accrochent le Soleil, la Lune et les étoiles, et un homme qui, à cause de son bâton, fait penser à un pèlerin du Moyen Âge, mais que son vêtement long désigne plutôt comme un clerc ou un étudiant. Il se tient à genoux et en appui sur sa main gauche et passe la tête sous la voûte céleste à l'endroit où celle-ci rencontre la Terre. La position relevée de sa main droite ouverte trahit sa surprise en découvrant ce qui se trouve au-delà.
Au premier plan de ce qu'il découvre figure un rideau de flammes, qui renvoie au ciel empyrée que la cosmologie médiévale plaçait au-delà de la sphère des étoiles fixes. Plus haut, l'étrange roue à deux jantes croisées et perpendiculaires est identique aux représentations de la roue d'Ézéchiel, ce qui confirme qu'il s'agit bien du ciel empyrée chrétien, séjour de Dieu. 
Cependant, l'image du soleil à droite est étrangement tronquée, tout comme la roue d'Ézéchiel à gauche, à la différence des authentiques gravures de l'époque. Ceci laisse penser que l'image a été recadrée, et donc que l'image originale s'étendait plus à gauche, dans le ciel empyrée. Elle montrait probablement ce qui provoque l'étonnement du personnage. Comme dans les gravures de l'époque montrant la roue d'Ézéchiel, apparaît également Dieu sur son trône, on peut penser que celui-ci figurait à gauche de l'image et que le recadrage l'a éliminé.
Dans le livre de Camille Flammarion, l'image comporte une légende : « Un missionnaire du Moyen Âge raconte qu'il avait trouvé le point où le ciel et la Terre se touchent […]. » En regard, le texte suivant accompagne l'image : « Qu'y a-t-il, alors, dans ce ciel bleu, qui existe certainement, et qui nous voile les étoiles durant le jour ? »

## Historique
La gravure dite « de Flammarion », ou « au pèlerin », est souvent décrite comme une gravure médiévale à cause du sujet traité. En réalité, le style est celui d'une gravure sur bois allemande de la Renaissance.

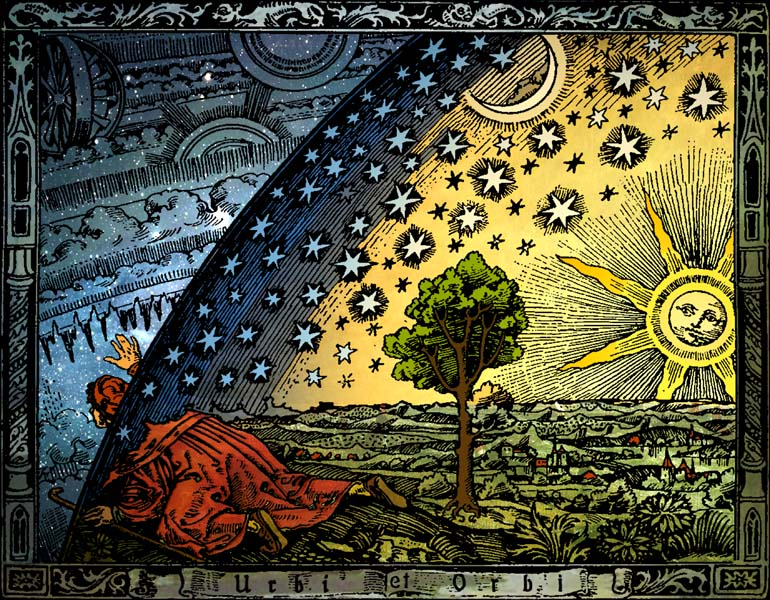
Une version colorée de l'illustration.

Passée inaperçue lors de sa publication en 1888, la gravure est surtout connue pour sa réutilisation vers 1903 par Wilhelm Foerster, puis en 1910 par Bruno Hans Bürgel qui reprenait l'image de Foerster.
L'image paraissait médiévale : Strauss en 1926, puis Röttinger en 1931, datèrent le style de la gravure aux environs de 1530. En 1957, l'astronome Ernst Zinner déclara que l'image était la reproduction d'une œuvre germanique datant des années 1530 à 1550, bien qu'il ne pût en retrouver aucun exemplaire avant son utilisation par Foerster.
L'année suivante, Arthur Beer, un astrophysicien et historien des sciences germaniques de l'université de Cambridge découvrit ce qui reste la première apparition connue, dans la troisième édition de L'Atmosphère, Météorologie populaire, publiée en 1888 par Camille Flammarion.
En 1973, Bruno Weber, conservateur des livres rares de la bibliothèque centrale de Zurich, retrouva indépendamment la même source, mais en analysant les détails de la gravure, il crut pouvoir montrer que certains détails ne pouvaient avoir été réalisés qu'avec un burin, l'outil des graveurs, utilisé sur bois uniquement depuis la fin du XVIIIe siècle. Il en déduisit que l’œuvre était un montage fait à partir de diverses images d'époque, en particulier la Cosmographia de Sebastian Münster (1550) dont Camille Flammarion, bibliophile averti, avait pu posséder un exemplaire.
Il remarqua aussi que l'idée d'un pèlerin ou missionnaire découvrant l'endroit où la Terre et le ciel se rejoignent a pu être inspirée par une légende associée à saint Macaire le Romain, légende que Camille Flammarion raconte en détail dans son livre Les Mondes imaginaires et les Mondes réels (1865). Cependant, l'idée du missionnaire apparaît également dans une autre légende que Camille Flammarion rapporte dans le même livre : « Il paraît qu'un anachorète, probablement un neveu des Pères des déserts d'Orient, se vantait d'avoir été jusqu'au bout du monde et de s'être vu contraint d'y plier les épaules, à cause de la réunion du ciel et de la Terre dans cette extrémité ».
Le travail de Weber parvint à la connaissance d'Owen Gingerich, historien des sciences au Smithsonian Astrophysical Observatory, qui le porta à la connaissance de John Ashbrook, rédacteur de la rubrique « Astronomical scrapbook » dans la revue Sky & Telescope. Ashbrook rédigea un article consacré à ce sujet en 1977. Il semblait établi que la gravure était en réalité du XIXe siècle et qu'il ne restait plus qu'à identifier son auteur. Une des hypothèses, celle de Bruno Weber, était que l'auteur était Camille Flammarion lui-même, initié à l'art de la gravure à Paris dès l'âge de douze ans. De fait, l'une de ses œuvres d'apprenti graveur nous est parvenue et laisse penser qu'il aurait été capable de réaliser le cadre de la gravure.
Par ailleurs, on a la preuve que Flammarion ne fit que réutiliser une gravure existante. Il existe en effet une autre version de cette gravure, sur laquelle le paysage s'étend davantage dans le bas. On peut remarquer aussi que la touffe d'herbe au premier plan en bas à droite, présente dans l'illustration de l'article d'Ananoff, est complètement absente dans l'illustration de Flammarion, alors qu'un simple recadrage de sa part aurait dû laisser apparaître le sommet de ces brins d'herbe. Le fait qu'une autre gravure, même postérieure, en montre plus que celle dite de Flammarion, démontrerait qu'il s'agit de deux recadrages différents à partir d'une même image initiale, antérieure à celle de Flammarion. Celui-ci n'aurait donc fait que recadrer l'image pour faire disparaître les sujets religieux, afin de pouvoir l'utiliser comme représentation de la croyance à la Terre plate, couverte par la voûte céleste, comme une cloche à fromage.
Quoi qu'il en soit, l'image eut une brillante carrière, car alors que s'étendait sa renommée, elle était reprise par un nombre croissant d'éditeurs. En 1973, Bruno Weber a pu dénombrer soixante-quinze sources à propos de cette gravure et encore méconnaît-il nombre de sources françaises. Aujourd'hui, cette gravure est reproduite également dans les domaines astrologique et New Age et sur nombre d'objets de la vie courante.